# Historický archiv Sremu Sremska Mitrovica

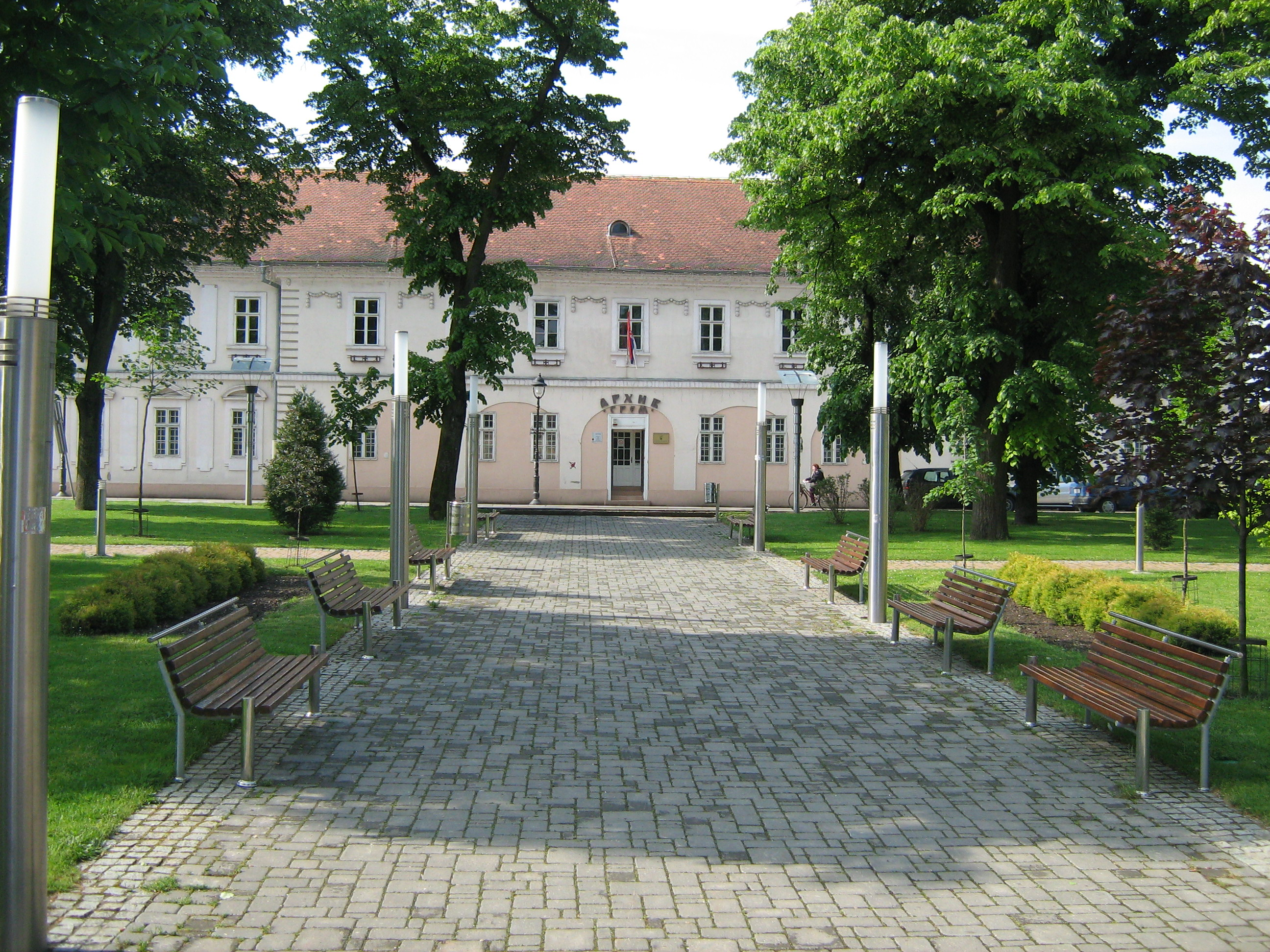
Budova archivu.

Historický archiv Sremu Sremska Mitrovica (srbsky Историјски архив Срем Сремска Митровица) je kulturní instituce všeobecného významu, která se věnuje ochraně, uspořádání a archivování na území Sremském okruhu v Srbsku. Má působnost vymezenou pro město Sremska Mitrovica a několik okolních obcí (opštin): Stara Pazova, Inđija, Irig, Šid, Ruma a Pećica. Sídlí na adrese Vuka Karadžića 4.

## Archiválie
Mezi nejvýznamnější archivní materiály se považují církevní matiční knihy z let 1732 až 1900, a to pro římské katolíky, pravoslavné, řecké katolíky a Židy. Dále jsou zde umístěny fondy, které se věnují úřadům samosprávy, a to z období od poloviny 18. století až do roku 1900. Řada dalších dokumentů má svůj význam především pro mapování pohybů obyvatelstva v období různých válek, např. s Turky, případně ohledně vystěhovalectví do zemí západní Evropy nebo USA. 
I přesto většina materiálů sremskomitrovického historického archivu vznikla po druhé světové válce a týkají se období socialismu, resp. komunistického režimu v tehdejší Jugoslávii.